# Halominniza oromii
Espèce
Halominniza oromii est une espèce de pseudoscorpions de la famille des Olpiidae.

## Distribution
Cette espèce est endémique de Lanzarote aux îles Canaries en Espagne.

## Étymologie
Cette espèce est nommée en l'honneur de Pedro Oromí.

## Publication originale
- Mahnert, 1997 : New species and records of pseudoscorpions (Arachnida, Pseudoscorpiones) from the Canary Islands. Revue suisse de Zoologie, vol. 104, no 3, p. 559–585 (texte intégral).